# Frères d'exil
Pour plus de détails, voir Fiche technique et Distribution.
Frères d'exil (Brudermord) est un film allemand réalisé par Yılmaz Arslan, sorti en 2005.

## Synopsis
Un adolescent kurde, Azad, sommé d’aller gagner de l’argent pour sa famille en Europe quitte le pays natal pour rejoindre son grand frère en Allemagne. Ce dernier est en fait un souteneur cynique et violent. Azad s’installe dans un foyer où il se lie d’amitié avec Ibo, un orphelin de 9 ans. Il trouve un travail de barbier qui lui permet de survivre et de protéger son ami, jusqu’au jour où une mauvaise rencontre avec des turcs bascule dans la violence et transforme leur existence en cauchemar.

## Fiche technique
- Titre : Frères d'exil
- Titre original : Brudermord
- Réalisation : Yılmaz Arslan
- Scénario : Yılmaz Arslan
- Production : Yılmaz Arslan, Donato Rotunno, Eddy Geradon-Luyckx et Eric Tavitian
- Musique : Evgueni Galperine
- Photographie : Jean-François Hensgens
- Son : Laurent Benaïm
- Montage : André Bendocchi-Alves
- Pays d'origine :  Allemagne,  France,  Luxembourg
- Format : couleur
- Genre : drame
- Durée : 96 minutes
- Date de sortie : 12 avril 2006

## Distribution
- Xewat Gectan : Ibo
- Erdal Celik : Azad
- Bulent Buyukasik : Zeki
- Nurettin Celik : Semo
- Xhiljona Ndoja : Mirka
- Taies Farzan : Zilan
- Oral Uyan : Ahmet

## Distinctions
- Festival de Locarno 2005 : Léopard d'argent, Prix du Jury œcuménique, et Mention spéciale pour le jeune Xevat Gectan pour sa performance
- Filmfest Hambourg 2005
- Médiavision 2005 : Grand prix Arte Mare
- Mamers en mars 2006 : Meilleur long-métrage européen
- Berlin 2006
- Festival international du cinéma d'auteur de Rabat : Prix du meilleur acteur pour Azad Celik
- NAT FF, Danemark 2006
- Festival del Cinema Europeo à Lecce
- Bergen International Film Festival 2006
- Sottodiciotto Film Festival 2006
- Busan International Film Festival 2010